# 沃爾加塔鄉
46°34′0″N 24°48′0″E / 46.56667°N 24.80000°E
沃爾加塔鄉（羅馬尼亞語：Comuna Vărgata, Mureș），是羅馬尼亞的鄉份，位於該國中部，由穆列什縣負責管轄，面積40平方公里，海拔高度382米，2007年人口2,001，人口密度每平方公里50人。